# Eördögh Ferenc
Eördögh Ferenc (Ungpinkóc, 1900 – Bódvarákó, 1965) mesemondó.

## Élete
Eördögh Ferenc Ungpinkócon 1900-ban egy tízgyermekes szegényparaszt kárpát-ukrajnai család utolsó gyermekeként született. Húszéves volt, amikor magyar környezetbe került, anyanyelvét nem használta. Születésétől fogva fél karjára béna volt, ezért fiatalon csőszködéssel kereste kenyerét, később a bodrogkeresztúri, majd a bódvarákói szociális otthon lakója lett.
Meséit 1960-ban, 1961-ben a bodrogkeresztúri, majd 1963-ban a bodvarákói szociális otthonban jegyezte fel Dobos Ilona. Meséi és hiedelem-mondái a magyar és kárpát-ukrajnai hagyományanyagból kerültek ki.  Dobos Ilona kézirata az MTA kézirattárában és a Néprajzi Múzeum etnológiai adattárában van.